# Сентина (Асколи Пичено)
Сентина (итал. Sentina) насеље је у Италији у округу Асколи Пичено, региону Марке.
Према процени из 2011. у насељу је живело 20 становника. Насеље се налази на надморској висини од 1 м.